# Cap au pire
Cap au pire est une brève nouvelle qu'écrit Samuel Beckett en 1982, d'abord paru en anglais sous le titre Worstward Ho en 1983 chez Calder à Londres et chez Grove Press à New York. Elle est traduite en français en 1991 par Édith Fournier, pour paraître aux éditions de Minuit. Avant-dernière nouvelle de l'auteur, elle relève de sa dernière période, marquée par des œuvres minimales, courtes et denses.

## Titre
Le titre original Worstward Ho est un jeu de mots basé sur le titre de l'œuvre de Charles Kingsley Westward Ho!, qui pourrait se traduire par "Ouest en vue" ou "Cap à l'Ouest". Le changement de "westward" en "worstward" introduit le jeu de mots, worst signifiant pire en anglais, avec le suffixe -ward donnant l'idée de direction.
L'expression "Westward Ho" apparaît dans la Nuit des Rois ("Twelfth Night") de Shakespeare, III, 1.

## Analyse
Cap au pire est difficilement classable comme un véritable roman. En effet, il ne raconte pas une histoire. Il s'agit plutôt pour l'auteur de présenter sa méthode pour créer la pire des œuvres. Il s'agit donc plutôt d'un métalivre, décrivant à un niveau "méta" le processus créatif de l'auteur. On notera la polysémie du titre originel, qui peut faire comprendre que l'œuvre tend vers le pire, que l'on a au bout du processus créatif. On notera d'ailleurs la disparition du "!", signe d'un changement de ton par rapport au roman de Kingsley ; on est là dans un exposé méthodologique, et non dans l'exaltation d'un voyage.
Pour ce qui est des éléments qui marquent les "limites" de l'intrigue : 
- il y a trois personnages :
  - une vieille femme ;
  - un vieil homme et un enfant (considérés par l'auteur comme un unique objet d'attention) ;
  - une tête;
- il y a un cadre spatial, non défini ;
- il y a un cadre temporel, symbolisé partiellement par une mèche ;
- il y a une ambiance, définie par le niveau de l'éclairage ;
- il y a la possibilité d'un texte ;
- il y a un cadre narratif, une intrigue semblant tourner autour de la mort de l'enfant.

Au fil des pages, Beckett s'attache à redéfinir la façon dont il peut exprimer ces idées toujours plus mal, sans pour autant que le sens ne se perde. Petit à petit donc, on voit :
- pour les personnages, gommer progressivement tout ce qui les personnifie (il n'en restera plus que le tronc pour les deux premiers, qu'une pupille pour le troisième) ;
- pour le cadre spatial, on perd toujours plus la notion de distance, pour arriver à des "vastitudes" ;
- pour le cadre temporel, la mèche qui brule puis s'éteint perd tout sens, puisque le temps qu'elle est censée représenter est entrecoupé, et la fin de la mèche ne doit pas correspondre à la fin de l'histoire ;
- pour l'ambiance, on sent que l'ombre et le flou gagnent toujours plus d'importance ;
- pour le texte, il perd toute signification puisqu'il se détache des personnages, du temps, du contexte ;
- pour l'histoire, il y a négation de l'avant et de l'après, elle est donc sans attache.

Beckett s'applique ainsi à supprimer tous les repères du lecteur ou spectateur potentiel de son objet artistique et narratif en gestation dans ce métalivre. On peut s'interroger sur le souhait de l'auteur de préparer une non-œuvre. Par contre, il refuse obstinément le vide, dont il s'approche toujours, mais qui pour lui ne peut signifier que la fin.

## Écriture
Beckett semble s'être attaché à écrire comme il a pensé, à retranscrire son cheminement réflexif. On se trouve devant un style syncopé, peu de phrases complètes, la plupart du temps des adverbes seuls.
Les termes qui reviennent le plus souvent sont "plus mal" et "le plus mal". En effet, il est exprimé dans l'ouvrage la réflexion menée pour mal évoquer l'ensemble des éléments de l'intrigue et de son cadre. "Mal" se trouve donc avec tous les verbes qui peuvent permettre de décrire : "mal dire", "mal voir", "mal entendre".
Les phrases construites en "sujet + verbe + complément" sont rarissimes, et apportent quelques éléments de contexte ou des clés de l'intrigue en gestation.
La citation peut-être la plus célèbre de Beckett est tirée de cette oeuvre. L’original anglais est : « Ever tried. Ever failed. No matter. Try again. Fail again. Fail better.  » Il a été traduit ainsi par Edith Fournier pour les Editions de Minuit : « D’essayé. De raté. N’importe. Essayer encore. Rater encore. Rater mieux.» Une autre traduction donne : « Déjà essayé. Déjà échoué. Peu importe. Essaie encore. Echoue encore. Echoue mieux. »

## Parallèle
La tentative que fait Beckett pour définir une méthode de mise sur pied de la pire œuvre possible peut rappeler d'autres essais artistiques, comme le Six personnages en quête d'auteur de Luigi Pirandello se demande ce qu'il se passerait si des personnages étaient refusés par leur auteur. Mais Beckett va beaucoup plus loin dans la négation de l'œuvre.